# 해덕대구

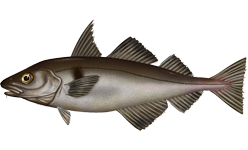

해덕대구(Melanogrammus aeglefinus, haddock)는 대구과에 속하는 바닷물고기이다. Melanogrammus속에 속하는 유일한 종이다. 북대서양과 관련 해역에서 볼 수 있으며 특히 북유럽의 낚시꾼들에게 중요한 종들이고 날로, 얼린 채로, 훈제된 채로 판매된다. 훈체를 시키는 종의 경우 피난아디(Finnan haddie), 아브로스 스모키(Arbroath smokie)를 들 수 있다.